# Switzerland's Next Topmodel (mùa 2)
Mùa thứ hai của Switzerland's Next Topmodel (thường được viết tắt là SNTM). Chương trình được phát sóng trên kênh ProSieben Schweiz từ tháng 10 đến tháng 11 năm 2019. Giống như mùa trước, chương trình cũng có thí sinh nam tham gia cuộc thi. Host của chương trình là Topmodel Manuela Frey cùng với giám khảo mới là Zoë Pastelle.
Điểm đến quốc tế của mùa giải đã được quay ở Berlin dành cho top 4.
Người chiến thắng trong cuộc thi là Gaby Gisler, 24 tuổi từ Luzern. Cô giành được giải thưởng gồm:
- Một hợp đồng người mẫu với Time Model Agency
- Lên ảnh bìa tạp chí 20 Minuten Friday
- Chiến dịch quảng cáo cho Nivea
- Một chiếc xe Nissan Micra

## Các thí sinh
(Tuổi tính từ ngày dự thi)
| Thí sinh | Thí sinh               | Tuổi | Chiều cao              | Quê quán    | Bị loại ở | Hạng  |
| -------- | ---------------------- | ---- | ---------------------- | ----------- | --------- | ----- |
|          | Nicolas Kalbermatten   | 24   | 1,84 m (6 ft 1⁄2 in)   | Brig        | Tập 2     | 12–11 |
|          | Tenzing Chötso Kangsar | 23   | 1,70 m (5 ft 7 in)     | Uznach      | Tập 2     | 12–11 |
|          | Sarah Bakri            | 21   | 1,70 m (5 ft 7 in)     | Worblaufen  | Tập 3     | 10    |
|          | Jonas Schaller         | 17   | 1,78 m (5 ft 10 in)    | Bern        | Tập 4     | 9     |
|          | Philippe van Thomas    | 26   | 1,84 m (6 ft 1⁄2 in)   | Kloten      | Tập 4     | 8–7   |
|          | Stella-Sophia Castelli | 21   | 1,72 m (5 ft 7+1⁄2 in) | Lucerne     | Tập 4     | 8–7   |
|          | Dave Beer              | 19   | 1,83 m (6 ft 0 in)     | Zürich      | Tập 5     | 6–5   |
|          | Jill Dietiker          | 21   | 1,74 m (5 ft 8+1⁄2 in) | Zofingen    | Tập 5     | 6–5   |
|          | Nayla Joy Dubs         | 20   | 1,73 m (5 ft 8 in)     | Aesch       | Tập 6     | 4–3   |
|          | Thomas Kunz            | 21   | 1,84 m (6 ft 1⁄2 in)   | Thayngen    | Tập 6     | 4–3   |
|          | Luca Mähli             | 17   | 1,93 m (6 ft 4 in)     | Arth-Goldau | Tập 6     | 2     |
|          | Gaby Gisler            | 24   | 1,72 m (5 ft 7+1⁄2 in) | Luzern      | Tập 6     | 1     |

### Thông tin khác
- Luca tham gia Germany's Next Topmodel mùa 19 và bị loại ở tập 3.
- Philippe tham gia chương trình hẹn hò Prince Charming mùa 4.

## Thứ tự gọi tên
| 1  | Tenzing  | Dave     | Luca     | Gaby     | Nayla           | Thomas | Luca         | Gaby |
| 2  | Philippe | Nayla    | Dave     | Nayla    | Luca            | Luca   | Gaby         | Luca |
| 3  | Nicolas  | Luca     | Gaby     | Thomas   | Gaby            | Nayla  | Nayla Thomas |      |
| 4  | Dave     | Philippe | Nayla    | Luca     | Thomas          | Gaby   | Nayla Thomas |      |
| 5  | Luca     | Jill     | Philippe | Stella   | Jill            | Jill   |              |      |
| 6  | Jill     | Gaby     | Stella   | Philippe | Dave            | Dave   |              |      |
| 7  | Nayla    | Jonas    | Thomas   | Dave     | Philippe Stella |        |              |      |
| 8  | Gaby     | Thomas   | Jonas    | Jill     | Philippe Stella |        |              |      |
| 9  | Stella   | Stella   | Jill     | Jonas    |                 |        |              |      |
| 10 | Jonas    | Sarah    | Sarah    |          |                 |        |              |      |
| 11 | Thomas   | Nicolas  |          |          |                 |        |              |      |
| 12 | Sarah    | Tenzing  |          |          |                 |        |              |      |

     Thí sinh bị loại
     Thí sinh bị loại trước phòng đánh giá
     Thí sinh chiến thắng cuộc thi
1. ↑  Thứ tự gọi tên chỉ lần lượt từng người an toàn.
2. ↑  Tập 1 là tập casting. Top 20 thí sinh bán kết được giảm xuống còn 12 thí sinh đã được chọn vào cuộc thi.
3. ↑  Tập 7 là tập ghi lại khoảnh khắc từ đầu cuộc thi.

### Buổi chụp hình
- Tập 1: Ảnh mở đầu chương trình (casting)
- Tập 2: Tạt nước trong đồ bơi
- Tập 3: Ảnh trắng đen tạo dáng với ngựa và người mẫu khác
- Tập 4: Tạo dáng trên dây leo trên không
- Tập 5: Ảnh bìa tạp chí 20 Minuten Friday